# Distretto di Fao Rai
Il distretto di Fao Rai (in thailandese: เฝ้าไร่) è un distretto (amphoe) della Thailandia, situato nella provincia di Nong Khai.